# Karl 3. Vilhelm af Baden-Durlach
Markgrev Karl 3. Vilhelm af Baden-Durlach (tysk: Markgraf Karl III. Wilhelm von Baden-Durlach ; 27. januar 1679 – 12. maj 1738) var markgreve af det lille markgrevskab Baden-Durlach i det sydlige Tyskland fra 1709 til 1738.
I 1715 grundlagde han byen Karlsruhe ved opførelsen af Karlsruhe Slot.

## Biografi
Han var søn af markgreve Frederik 7. Magnus af Baden-Durlach og Augusta Marie af Slesvig-Holsten-Gottorp. Han tiltrådte som markgreve ved sin fars død i 1709.

## Ægteskab og børn
Karl Vilhelm var gift med Magdalene Wilhelmine af Württemberg, som var datter af Hertug Wilhelm Ludvig af Württemberg. De fik følgende børn:
1. Karl Magnus (1701–1712)
2. Frederik (1703-1732), Arveprins af Baden-Durlach, gift 1727 med Anna Charlotte Amalie af Nassau-Dietz (1710-1777)
3. Auguste Magdalene (1706-1709)

## Eksterne links
- Wikimedia Commons har flere filer relateret til Karl 3. Vilhelm af Baden-Durlach